# Schi nautic

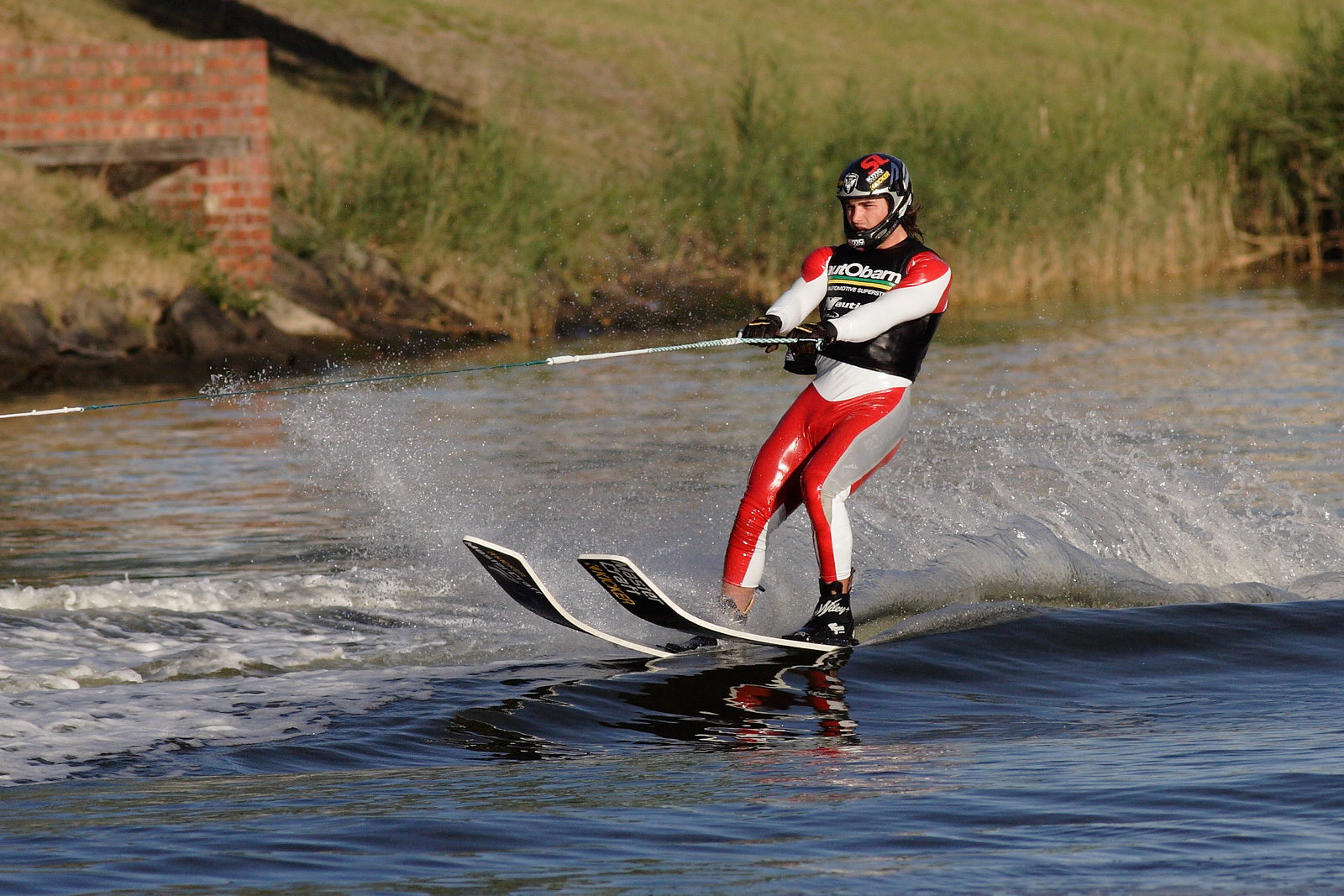
Schi nautic

Schiul nautic este un sport acvatic în care sportivul este remorcat de o barcă cu motor outboard menținându-se pe apă cu unul sau două schiuri. Contactul rapid între suprafața schiurilor și apă, face ca deplasarea să fie lină iar practicantul să stea drept și să alunece pe apă. 
Viteza de deplasare în schiul nautic este de aproximativ 40-50 km/h, suprafața de contact dintre schiuri și apă fiind elementul care determină o deplasare mai rapidă sau mai lentă a bărcii. 
Comunicarea între schior și conducătorul bărcii se face prin semnale cu mâna (pentru accelerare, încetinire etc).

## Scurt istoric
Invenția schiului nautic se pare că aparține încă din anul 1841 unui constructor din Suedia, însă nu se știe cu certitudine dacă acesta a pus-o în practică.
„Asociația Americană de Schi Nautic” susține că inventatorul sportului și primul schior nautic a fost Ralph Samuelson care în anul 1922 a folosit 2 scânduri ca schiuri și a navigat pe lacul Pepin din Lake City, Minnesota. 
Katherine Lomerson este creditată ca fiind prima femeia care a practicat schiul nautic în 1924.
În anul 1939 a fost înființată „Asociația Americană de Schi Nautic”, iar prima competiție oficială a avut loc în același an în Long Island, S.U.A.
Schiul nautic a început să fie cunoscut de ambele părți ale Atlanticului și să adune din ce în ce mai mulți practicanti, numărând în prezent aproape 11 milioane de practicanți numai în S.U.A. 

## Echipament

### Ambarcațiune

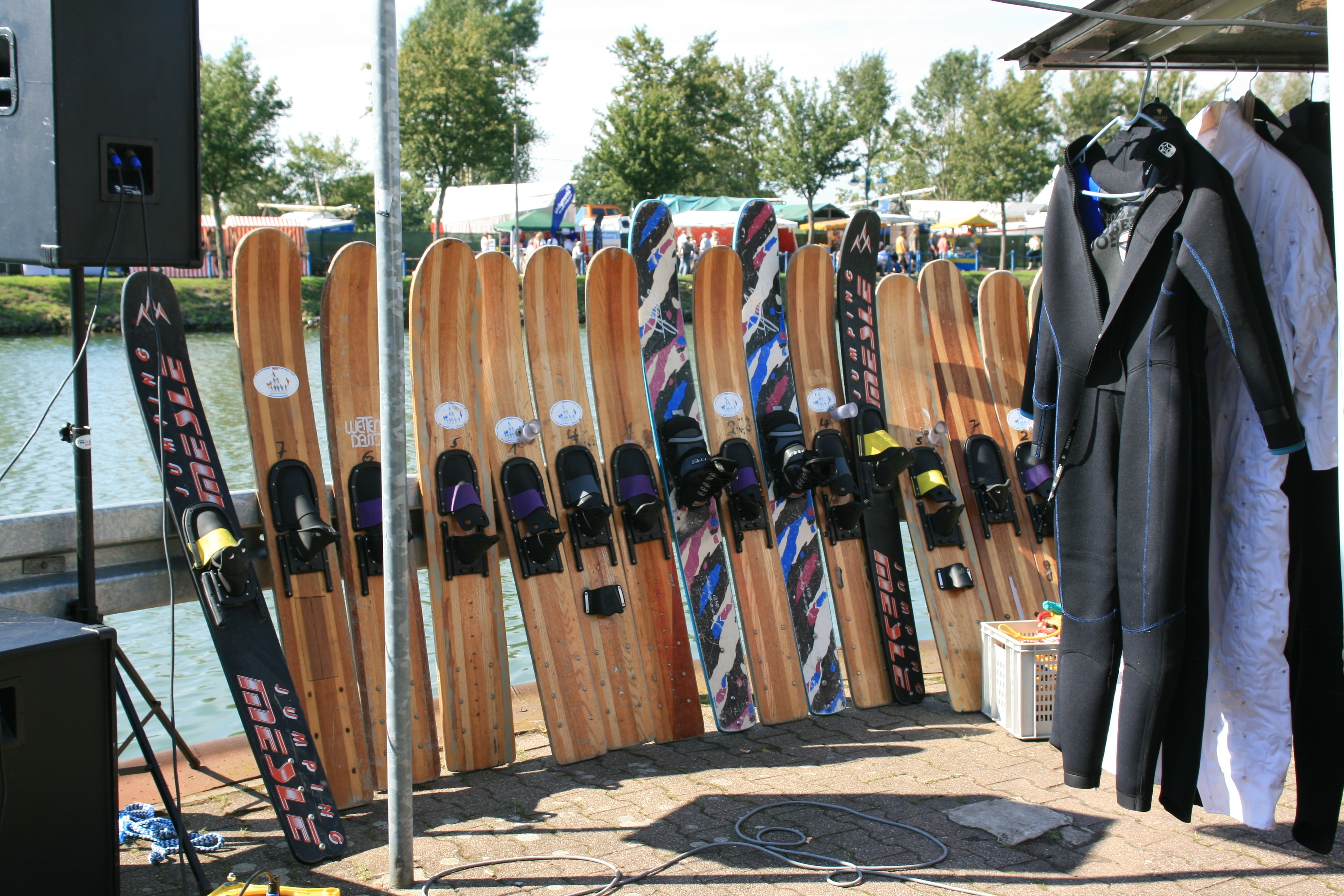
Echipament de schi nautic

Bărcile folosite pentru schiul nautic sunt bărci cu motor outboard de puteri diferite funcție de greutatea schiorului tractat pentru a menține viteza corespunzătoare. 

Viteza variază în funcție de greutatea schiorului, nivelul de experiență, precum și tipul de schi. De exemplu, un copil pe două schiuri ar necesita viteze de (20-25 km/h), un adult pe un schi 50 km/h. Pentru competiție vitezele au o gamă mai largă: de la 20 km/h, până la aproximativ 60 km/h pentru  slalom și aproape 190 km/h în cursele de schi nautic. 

### Tipuri de schiuri
Schiurile se aleg în general în funcție de greutatea practicantului, dar și de puterea bărcii cu motor (puteri mai mici necesită schiuri mai late).
- 15-40 kg, schiuri de 130 cm lungime și 12-15 cm lățime
- 35-85 kg, 165 cm lungime și 15-17 cm lățime
- peste 85 kg, 170-180 cm lungime și 15-18 cm lățime.

## Competiții

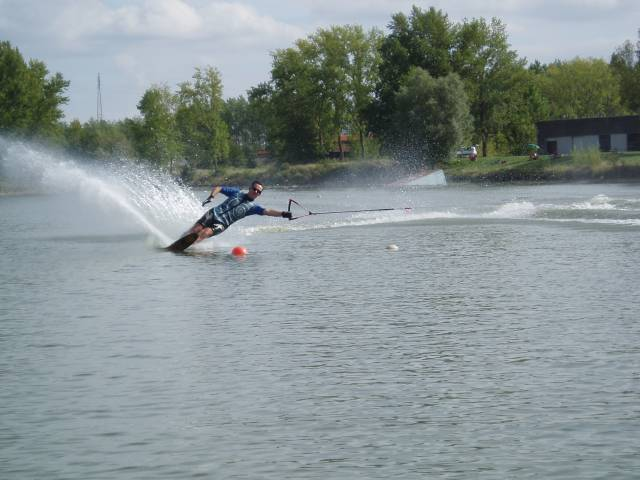
Schi nautic slalom

Schiul nautic de competiție constă din mai multe discipline: 
- slalom (cu un schi)
- tricks (schiu mai mic, fără fină și rotunjit la capete)
- sărituri
- curse

## Schi nautic fără schiuri

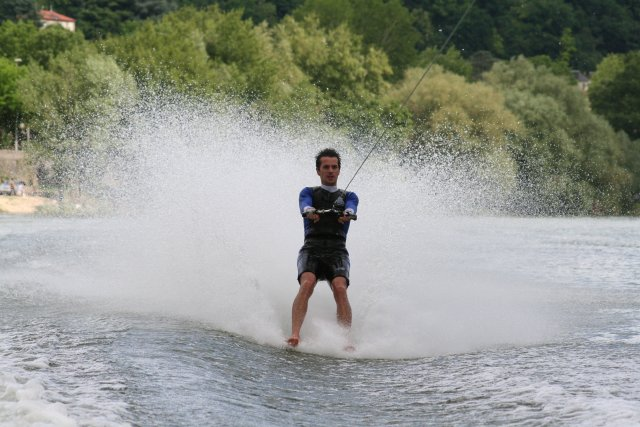
Schi nautic fără schiuri

Schiul nautic fără schiuri sau schi nautic cu picioarele goale (engleză: barefoot water skiing) este o variație a schiului nautic tradițional. A fost folosit prima oară în anul 1947 de americanul de 17 ani A.G. Hancock la Winter Haven, Florida. 
Prima competiție de schi nautic fără schiuri a avut loc la Cypress Gardens în anul 1950, când americanul Dick Pope Jr. și mexicanul Emilio Zamudio au fost primii schiori care au convins juriul să concureze separat fără schiuri.
În 1956, doi sportivi tot americani, schiază cu picioarele goale în același timp, consemnându-se primul eveniment de acest fel.
Schi desculț necesită viteze mai mari decât în schiul tradițional, de aproximativ 72 km/h, motiv pentru care este considerat un sport extrem.

## Wakeboarding

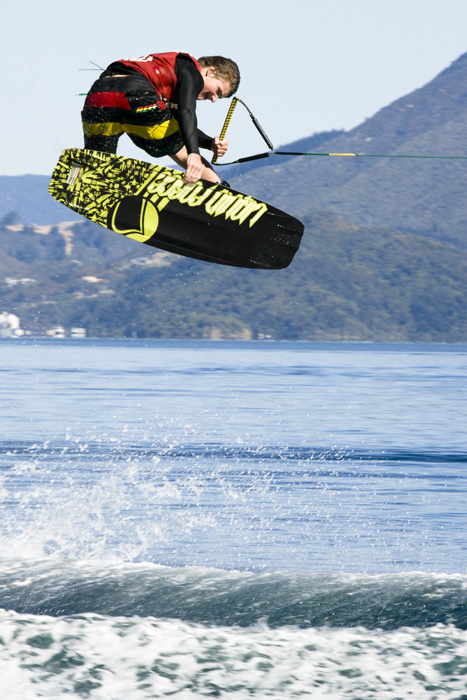
Wakeboarding

Wakeboard este schiul nautic practicat cu o placă asemănătoare celei de snowboarding (wake însemnând siaj în limba engleză). Combinând câte puțin din surfing, snowboarding și schi nautic, a ajuns la unul dintre cele mai complexe și spectaculoase sporturi nautice din ultimele decenii. Wakeboardul face parte din categoria sporturilor extreme.
La sfârșitul anilor '80 americanul Tony Finn împreună cu alți prieteni surferi au construit un board mai mic decât cel de surf. Apoi ei au îmbunătățit boardul adăugându-i legături folosite pe board-urile de windsurfing, au modificat forma și într-un final l-au denumit "skurfer" adică o îmbinare a surf-ului cu schiul nautic. 
În 1990 experimentatul Herb O'Brien, împreună cu Tony Finn au conceput prima placă de wakeboard. Forma și compoziția structurii erau mult îmbunătățite și au hotarât să-i dea denumirea de wakeboard. 
Sportul a început să crească și să ia amploare, au apărut primele concursuri, au luat ființă asociații și federații și firme specializate producătoare de wakeboarduri. 